# Субјекат (граматика)
Субјекат или подмет јесте један од два главна реченична члана. Њиме је изречен вршилац радње или носилац стања или особина саопштених у предикату. Он је независан, самосталан у реченици и може бити исказан речју, синтагмом или реченицом.
У функцији субјекта су најчешће именице, именичке заменице и бројеви, али и друге врсте речи:
- Град лежи на левој обали Дунава. (именица)
- Они су били вредни радници. (именичка заменица)
- Липов мед је замирисао. (именичка синтагма)
- Певати је лепо. (глагол у инфинитиву)

- Последњи доноси сладолед. (придев)
- Седамдесет је дељиво са два. (број)
- Данас је дневни лист. (прилог)
- Чуло се тик-так. (узвик)

У многим реченицама субјекат није експлицитно исказан. У том случају одређује се према глаголском лицу. Најчешће се изоставља у два случаја:
а) Ако је предикат у првом или другом лицу једнине (ја, ти) или множине (ми, ви), лична заменица тада није неопходна. 
- Зваћу те ујутру.
- Причаш гласно.
- Познајете ли овог господина?

б) Субјекат у трећем лицу може се налазити у некој од претходних реченица.
- (Нећу више да правим те колаче.) Захтевају превише времена.

Предикат се са субјектом слаже у лицу, броју и роду (ако глаголски облик разликује род). У реченици је субјекат обично на почетку, мада може стајати и на другим местима у оквиру реченице:
- Ана одговара историју.
- Историју одговара Ана.

## Врсте субјекта према падежу у којем се налази
Према облику, тј. падежу у којем се налази, субјекат у реченици може бити:
1. граматички - увек у номинативу
2. логички или семантички - у генитиву, дативу или акузативу (у сва три падежа без предлога).

а) Логички субјекат у генитиву (безличне егзистенцијалне реченице)
Логички субјекат, који именује појам о чијој је егзистенцији реч, налази се у генитиву. Када треба исказати презент употребљава се глагол „имати”, а када треба исказати друго глаголско време – глагол „бити”. 
- Данас има/нема млека.
- Јуче није било ђака у школи.
- Сутра ће бити наставе.

б) Логички субјекат у дативу и акузативу
Логички субјекат, који означава психолошка или физиолошка стања особе (живог бића) о којој се говори у реченици, налази се у дативу или акузативу. 
- Јовану се спавало.
- Јасну је болела глава. - Јасну је логички субјекат, док је глава граматички субјекат
- Саши је клецнула нога. - Саши је логички субјекат, док је нога граматички субјекат